# Cartoon Explosion
Cartoon Explosion je debitantski studijski album hrvaške synthpop skupine Lollobrigida, izdan 16. maja 2005 pri založbah Menart Records in DOP Records. Album je bil v celoti posnet v spalnici Ide Prester, inštrumentalna podlaga albuma pa je bila ustvarjena s pomočjo freeware računalniških programov in otroškega sintesajzerja Yamaha.

## Seznam pesmi
Vso glasbo sta napisali Ida Prester in Natalija Dimičevski, razen kjer je to navedeno. Vsa besedila sta napisali Ida Prester in Natalija Dimičevski.
| Št.             | Naslov                                                  | Dolžina |
| --------------- | ------------------------------------------------------- | ------- |
| 1.              | „Pozdravni govor‟                                       | 0:18    |
| 2.              | „Party‟                                                 | 2:40    |
| 3.              | „Bubblegum Boy‟ (Prester, Dimičevski, Dalibor Platenik) | 3:02    |
| 4.              | „Straight Edge‟                                         | 2:16    |
| 5.              | „Katarina Velika‟                                       | 2:43    |
| 6.              | „Cut 'n' paste‟                                         | 3:29    |
| 7.              | „Ružna djevojka‟                                        | 3:35    |
| 8.              | „Es geht darum‟                                         | 2:42    |
| 9.              | „Electric Blue‟                                         | 2:48    |
| 10.             | „Undercover Lover‟                                      | 2:40    |
| 11.             | „Pop Star‟                                              | 2:54    |
| 12.             | „Nesretan Božić‟                                        | 2:48    |
| 13.             | „Heart Eater‟ (Prester, Dimičevski, Platenik)           | 3:15    |
| 14.             | „Broj 2‟                                                | 2:26    |
| Skupna dolžina: | Skupna dolžina:                                         | 37:35   |

## Zasedba
| Lollobrigida - Ida Prester — vokal, bas kitara, sintesajzer - Natalija Dimičevski — vokal, bas kitara, sintesajzer | Ostali - Peđa Nikolić — oblikovanje |